# Bjelovar
Bjelovar (kroatisk udtale: [ˈbjɛlɔʋaːr]) er en by i det centrale Kroatien med 36.316 (2021) indbyggere.  Det er det administrative centrum i Bjelovar-Bilogora distrikt samt en af de yngste byer i Kroatien, officielt grundlagt i år 1756. Ved folketællingen i 2021 var der 36.433 indbyggere, hvoraf 93,06% var kroater. Byen ligger ca. 80 kilometer nordøst for landets hovedstad Zagreb.

## Geografi
Byen Bjelovar ligger på et plateau i den sydlige del af Bilogora (det nordvestlige Kroatien), 135  moh. Som distriktshovedstad i Bjelovar-Bilogora distrikt er den  det naturlige, kulturelle og politiske centrum i området.
Byen Bjelovar har et areal på 181,75 km², og administrativt omfatter den 31 andre områder. Nordøst for Bjelovar er der en lang, lav forhøjning kaldet Bilogora, med en gennemsnitlig højde på 150-200 m (højeste punkt: Rajčevica, 309 m). Geologien i området består af Pliocæn sandmergel og sandsten med mindre lag af brunkul. Ældre bjergarter ses ikke på overfladen i dette område. I dybe borehuller er der krystallinske bjergarter.